# Seweryn Uruski

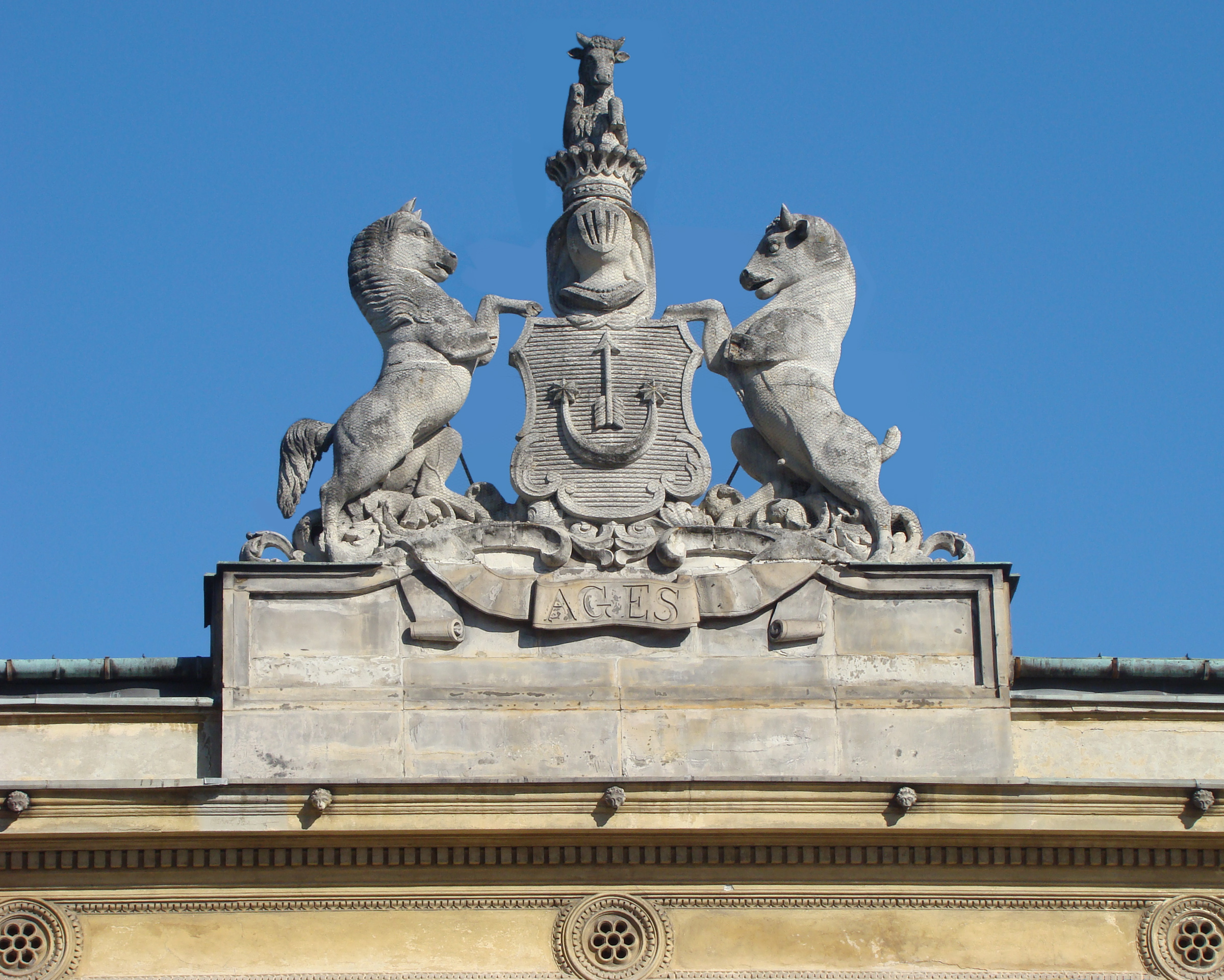
Wappen Sas auf dem Uruski-Palast in Warschau

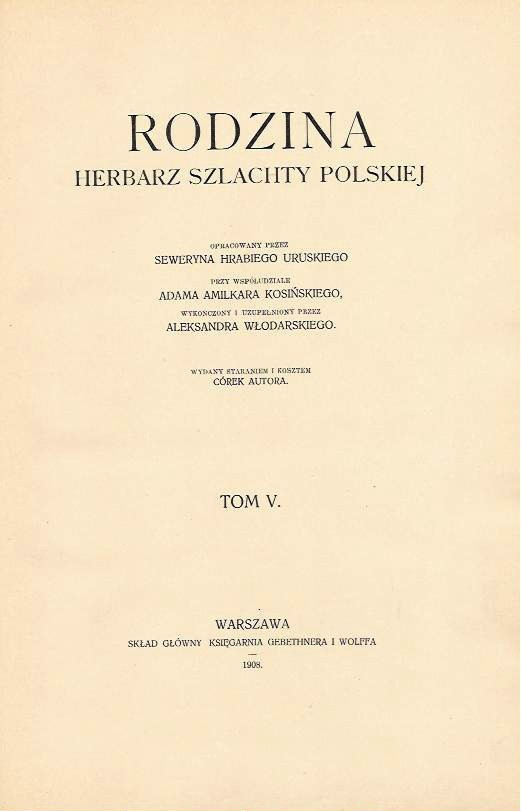
Titelseite Rodzina Herbarz szlachty polskiej, Band V, 1908

Seweryn Maciej Leon Kazimierz Uruski (* 1. Juni 1817 in Adlig Bilka bei Lemberg; † 16. August 1890 in Pisa) war ein polnischer Adelsrepräsentant und russischer Geheimer Rat.

## Leben

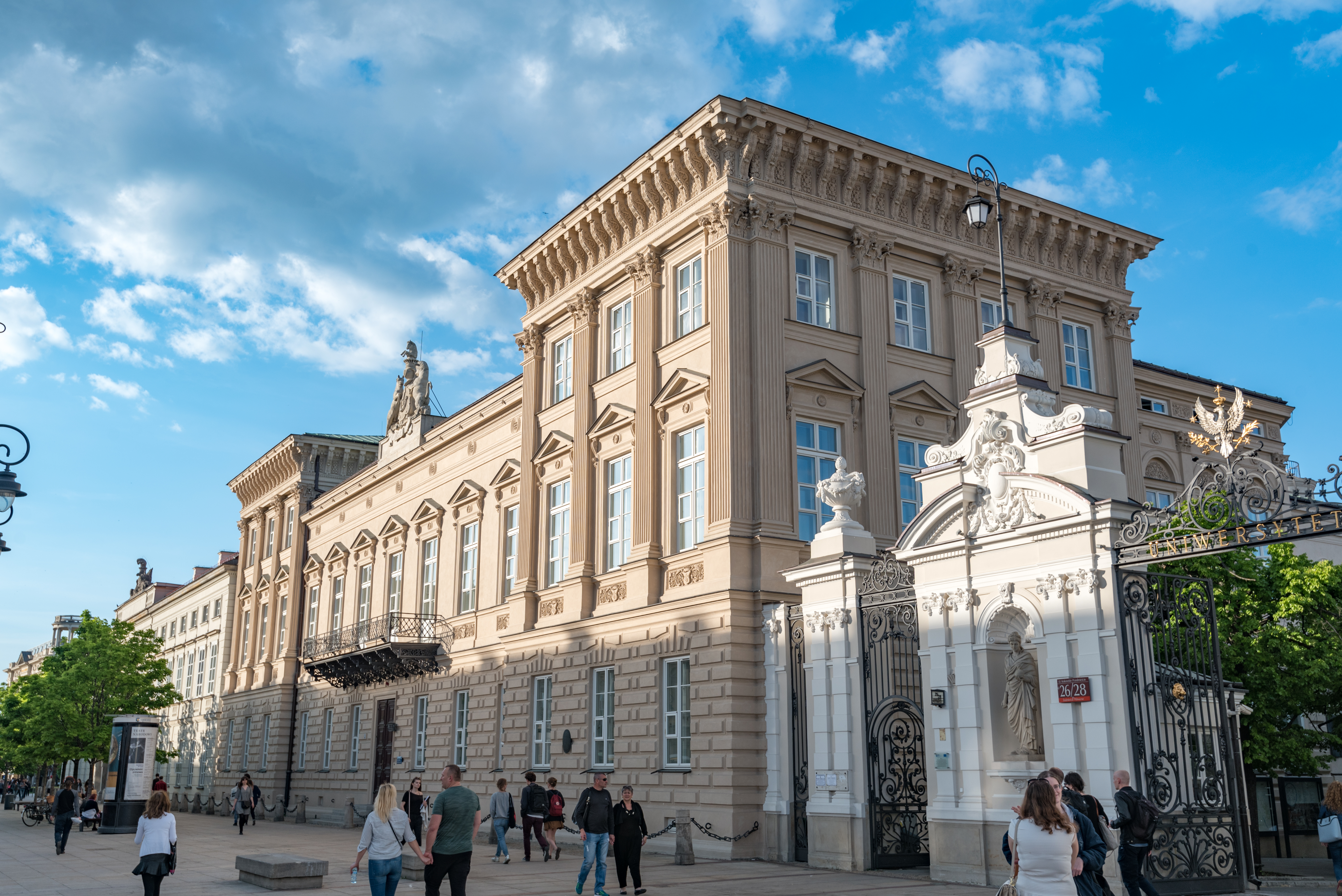
Der Uruski-Palast in Warschau (2010)

Uruski entstammte einer Adelsfamilie, die der Wappengemeinschaft Sas angehörte. Seine Eltern waren Kajetan Uruski († 1827) und Julia Wanda Potocka, Wappen Srebrna Pilawa († 1876). Von seiner Mutter erbte er den nach ihm benannten Uruski-Palast in Warschau.
Er wurde 1844 in den Grafenstand gehoben und war Adelsmarschall des Gouvernements Warschau in Kongresspolen, wo er auch Präsident des Heroldsamtes in Warschau war. Aus dieser Funktion heraus verfasste er ein Lexikon des polnischen Adels in 15 Bänden, gelangte jedoch wie viele seiner Kollegen mit vergleichbaren Werken, obhin der schieren Masse an Adelsgeschlechtern in Polen, nicht durch das ganze Alphabet, sondern lediglich bis zum Anfangsbuchstaben R. Er war ebenfalls Wirklicher Geheimer Rat am russischen Kaiserhof, gelegentlich wird er ebd. auch als Hofmeister bezeichnet.

## Werke

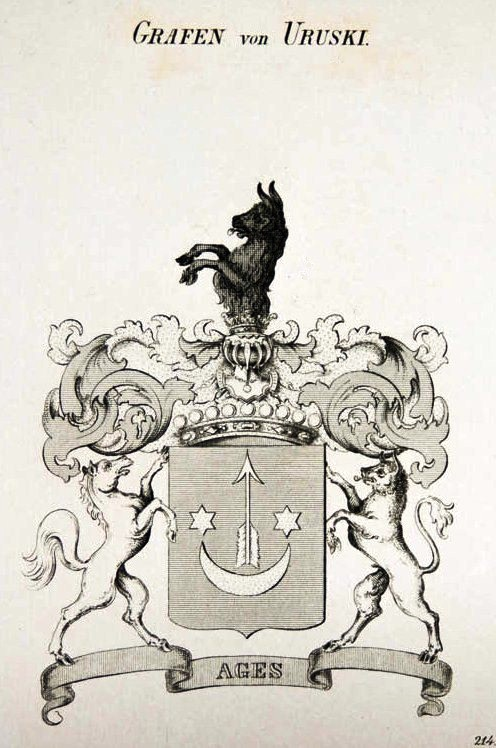
Wappen des Grafen Uruski im Wappenbuch der Oesterreichischen Monarchie (1845)

- Rodzina. Herbarz szlachty polskiej. 15. Bde., Warszawa 1904–1931 (Digitalisat)

## Familie

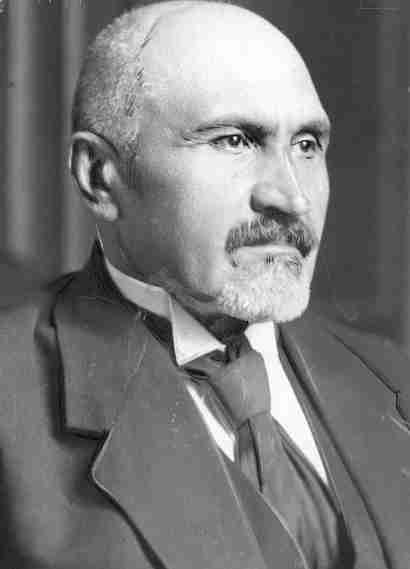
Der nach Uruski benannte Enkel, Seweryn Fürst Czetwertyński-Światopełk

Uruski vermählte sich 1842 in Warschau mit Hermancja Maria von Tiesenhausen (1822–1891), Tochter des Artillerie-Oberst unter Napoleon, Adolf Rudolf von Tiesenhausen († 1830) und der Genowefa Pusłowska, Wappen Szeliga († vor 1842). Aus der Ehe sind ein Sohn Mateusz (1843–1857) sowie zwei Töchter Maria (1853–1931) und Seweryna (1860–1931) hervorgegangen.
Die Tochter Maria war seit 1872 mit Wladimir Fürst Czetwertyński-Światopełk verheiratet und war u. a. Mutter des Fürsten Seweryn Czetwertyński-Światopełk (1873–1945), russisch-polnischer Politiker, interniert im KZ Auschwitz.